# Orzale (Castiglion Fiorentino)
Orzale è una località del comune di Castiglion Fiorentino, in provincia di Arezzo. Posta al principio di una collina della Val di Chio, è facilmente raggiungibile dalla strada comunale che dai Cappuccini giunge fino alla Pieve di Chio.

## Il paese
Il nome della frazione molto probabilmente proveniente da hortus, che si trasformò dapprima in Orto, quindi Ortale e per ultimo Orzale. La località è citata nel 1349 quando il podestà perugino Filippo di Giovanni fissò che alla festa di Santa Lucia il sindaco doveva inviare due lavoranti. La popolazione di Orzale nel 1427 era composta di soli sei fuochi. Al XVII secolo viene fatta risalire la chiesa dedicata a San Michele Arcangelo, quando coesisteva con un'altra parrocchiale nei pressi del vicino castello di Tuori. Quando quest'ultima, nel Settecento, venne abbandonata, suppellettili e arredi sacri furono trasportati nella nuova parrocchia di Orzale. Il paese nel 1745 contava 59 abitanti, che divennero 69 nel 1793 e 90 nel 1833.
Attualmente la frazione vive dell'economia locale e del turismo, grazie anche alle varie strutture agrituristiche presenti nella zona. Da Orzale vi sono più sentieri e strade sterrate che si inoltrano per i boschi della val di Chio: uno conduce alla vicina Pergognano; un altro raggiunge la foce di Ristonchia ed un terzo si inerpica per le colline terminando in prossimità della casa detta di Vinaglia.

## La chiesa di San Michele Arcangelo a Orzale
Nata sul finire del Seicento e ricostruita nel 1821, la chiesa è di piccole dimensioni, ma interessante dal punto di vista artistico. La facciata laterale volge sulla piazza del paese e, accanto all'ingresso, è fornita di una panca e di un'antica meridiana che segna il tempo tra le undici del mattino e le venti di sera. L'interno è un'aula rettangolare, coperta a capanna. Le capriate poggiano su mensole a muro. Sopra l'altare a destra un quadro raffigura Santa Maria Maddalena, coperta solamente di un cilicio e dai suoi lunghi capelli. Le sue braccia sono disposte in modo quasi circolare e le dita indicano un teschio disposto a terra e un vasetto di balsamo, con cui la Santa unse i piedi a Gesù. Sull'altare di sinistra invece è raffigurata una tela con San Benedetto da Norcia, seduto in preghiera sotto le fronde degli alberi, con un angelo che gli offre una mitria. Una balaustra in ferro separa l'aula dal presbiterio, dove risiede l'altare maggiore, con sopra una tavola che fu dell'antica chiesa di Tuori, che divisa in tre settori, al centro rappresenta la Madonna col Bambino, a destra San Cristoforo con il Bambinello in spalla e a sinistra San Michele Arcangelo. La parrocchia di Orzale negli anni Sessanta fu inglobata in quella della Pieve di Chio, dalla quale attualmente dipende.

## Il castello di Tuori

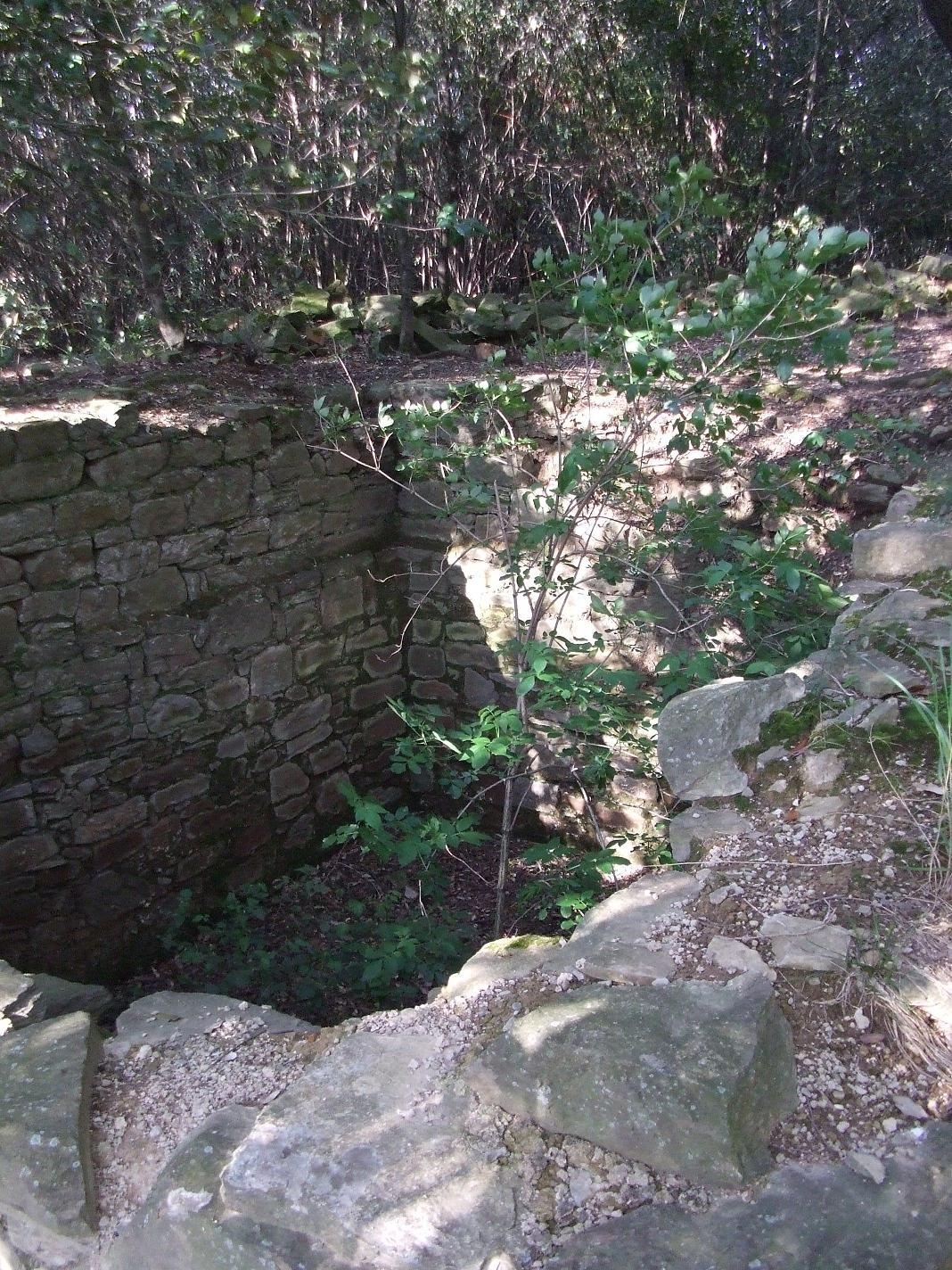
Ruderi del Castello di Tuori

In prossimità del paese di Orzale, una collina piccola ma aguzza domina la val di Chio: si tratta del colle del Roccolo (374 m. s.l.m.), dove un tempo sorgeva una fortificazione: il castello di Tuori. Di esso rimangono solamente alcune rovine, quasi interamente nascoste nel bosco, la piccola chiesa di San Michelangelo e le case prospicienti, in fase di restauro. Antico possesso della famiglia Lambardi, il fortilizio, seppur di piccole dimensioni, era di grande importanza militare e di difficile conquista. Nel XIV secolo fu preso dai Tarlati, quindi dai perugini, ma nel 1351 Pier Saccone Tarlati riprese il dominio del castello. Nuovamente perugino tra il 1353 e il 1355, ritornò definitivamente agli aretini. Il fortilizio rimase sempre satellite del paese e venne a questo ceduto nel 1573, quando ormai era sulla via della rovina.
Del castello si sa che aveva una cinta muraria attorniata da un fosso; un ponte levatoio permetteva di superarlo transitando attraverso l'unico accesso al maniero. Di esso rimangono poche tracce: un breve viottolo tra due terrapieni, alcuni gradini e, sulla loro sinistra, una stanza che doveva essere il pian terreno di una torre quadrata, dove è ancora visibile una feritoia. Dietro a questa è visibile un muro che compie un grosso arco e resti di antichi mattoni tutt'intorno.
Accanto al castello vi era la villa di Tuori, con la già citata chiesa di San Michelangelo. Questa compare già nelle decime del 1274, 1278 e 1302. Nella visita pastorale del XVI secolo l'edificio sacro risultava essere ben tenuto. Sul finir del secolo successivo la sua importanza decrebbe a favore della nuova chiesa di Orzale, finché non venne del tutto abbandonata. L'antica campana, risalente al 1313 e l'immagine della Madonna vennero portate verso la nuova parrocchia. L'antico edificio venne demolito nel 1739.
Nel 1859 il parroco don Vincenzo Piegai, nativo di Cortona, pensò di far costruire un nuovo edificio religioso sulle rovine dell'antica chiesa e di dedicarlo alla santa del suo paese, Santa Margherita. Ad unica navata, l'aula è suddivisa in due parti tramite un arco semicircolare posto ad ingresso dell'altare. L'interno dell'oratorio oggi è completamente vuoto, per abbandono e spoliazioni; dall'altare è stata recentemente rimossa la mensa in pietra consacrata.

## Materna
Al di sotto delle rovine di Tuori vi è un gruppo di case denominato Materna; tra esse ve n'è una a forma di torre, che potrebbe indurre a pensare di essere una costruzione attinente al diruto complesso. In realtà è una vecchia fornace per la calce, che ha smesso di funzionare all'inizio degli anni Cinquanta del Novecento. La pietra calcarea, trasportata lungo una rampa retta da due archi in mattoni, veniva fatta passare dentro la torre attraverso un'apertura e qui accumulata a forma di cupola. Nel livello inferiore era acceso il fuoco che, raggiungendo una temperatura di 1000 °C, permetteva la combustione del calcare che diventava calce viva. Questa era destinata a far da malta nelle murature.

## Immagini varie

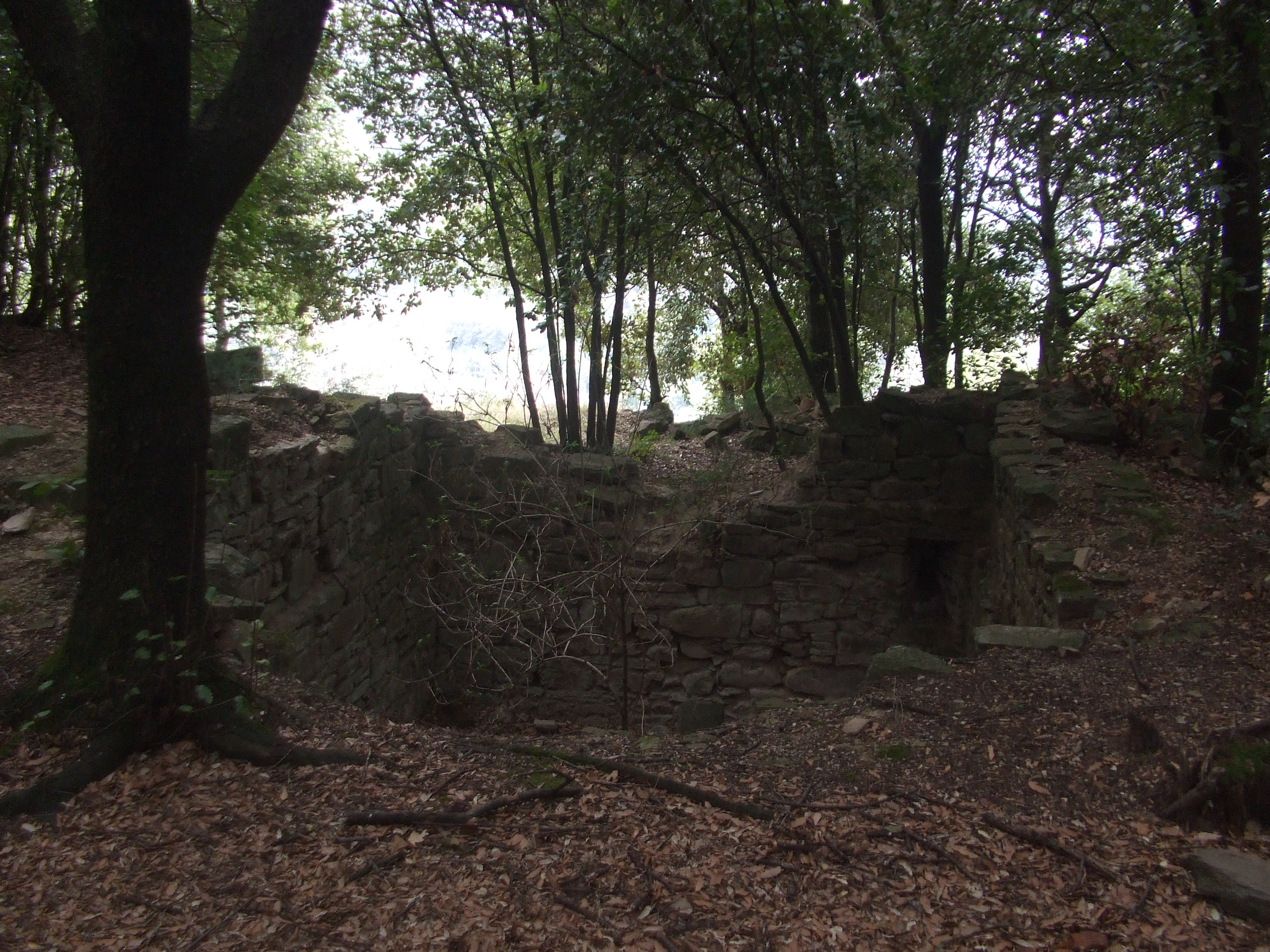
Rovine del castello di Tuori
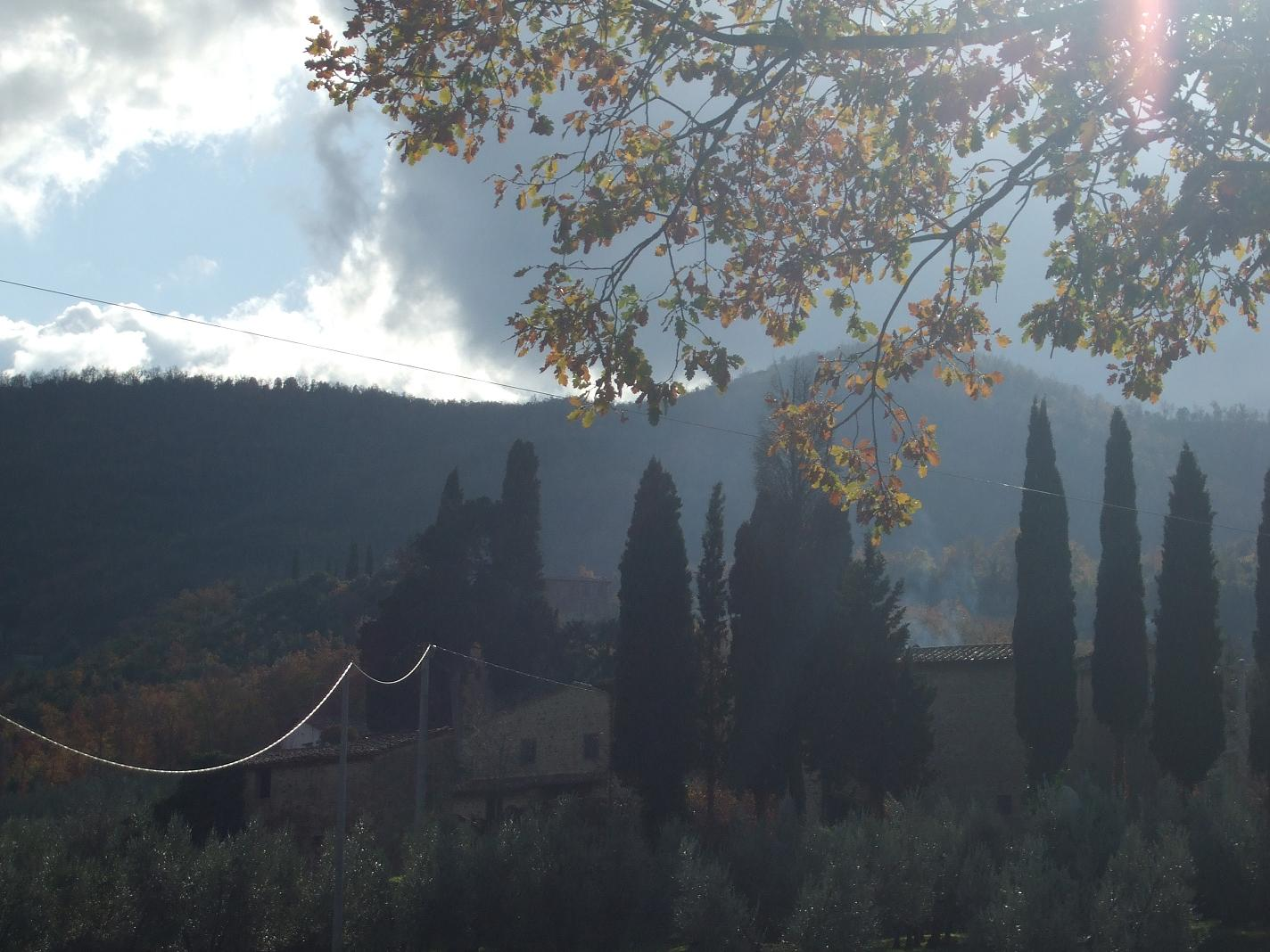
Panorama di Orzale
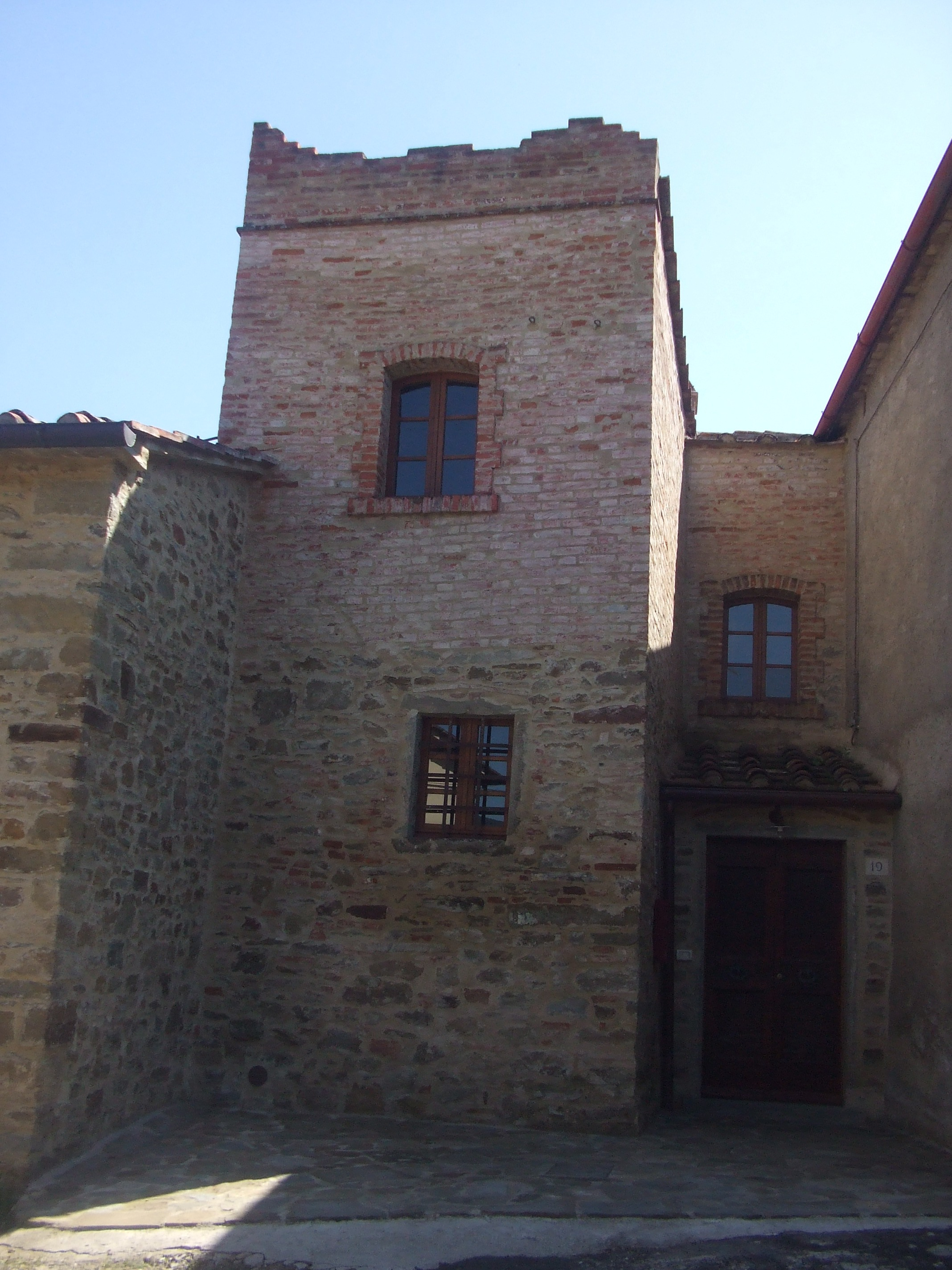
Casa torre di Orzale
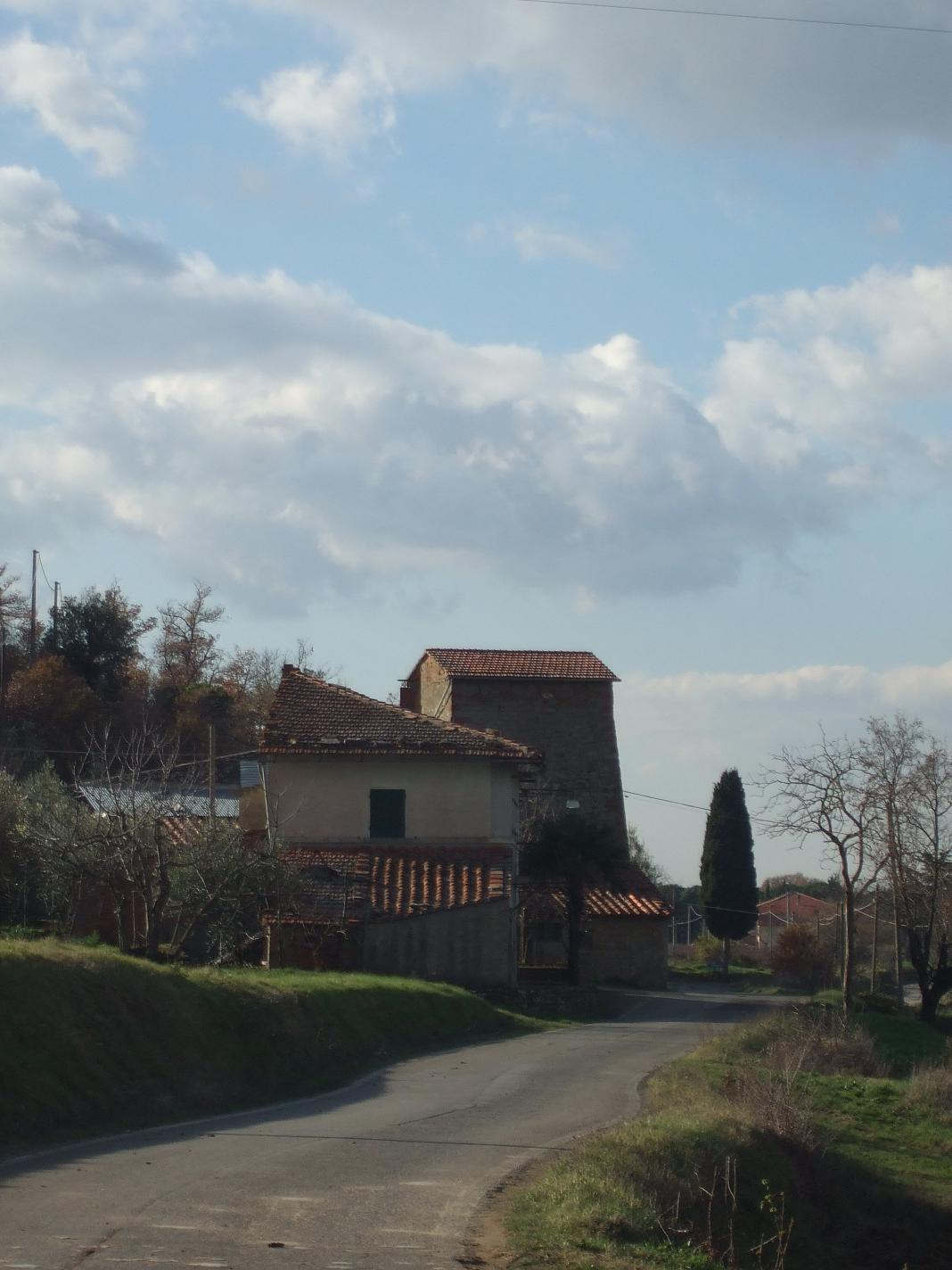
La casa torre di Materna